# Том Сутарс
Том Сутарс (нід. Tom Soetaers, нар. 21 липня 1980, Тінен) — бельгійський футболіст, що грав на позиції півзахисника. По завершенні ігрової кар'єри — тренер.
Виступав, зокрема, за «Роду», з яким здобув Кубок Нідерландів, та «Генк», з яким став володарем Кубка Бельгії, а також національну збірну Бельгії.

## Клубна кар'єра
Том Сутарс розпочав свою футбольну кар'єру в юнацькому клубі «Вайт Стар Воммерсом», потім юного півзахисника помітили скаути «Андерлехта», і Том перейшов до молодіжної команди цього клубу. В основній команді «Андерлехта» Сутарс дебютував 1998 року у віці 18 років. Загалом у чемпіонаті Бельгії Том за 1,5 року зіграв 6 матчів.
У середині сезону 1999/00 Том перейшов до нідерландського клубу «Рода» з міста Керкраде. У своєму дебютному сезоні в Ередивізі Том зіграв 8 матчів і виграв Кубок Нідерландів. З сезону 2000/01 Сутарс став основним гравцем клубу, відігравши в сезоні 33 матчі та забивши 8 м'ячів. Усього за чотири сезони Сутарс провів 98 матчів та забив 23 м'ячі. Свою останню гру за «Роду» Том провів 29 травня 2003 року в матчі проти «Феєнорда», який завершився поразкою «Роди» з рахунком 1:3.
У серпні 2003 року Том перейшов в амстердамський «Аякс», підписавши з клубом чотирирічний контракт. Сума трансферу склала близько 900 тис. євро. Дебют Сутарса у складі «Аякса» відбувся 17 серпня 2003 року в матчі Ередивізі проти клубу «Вітессе», який завершився перемогою амстердамців з рахунком 2:1. Том провів на полі 68 хвилин, після яких його замінив бразилець Вамберто. У своєму другому матчі, який відбувся 23 серпня проти «Розендала», Сутарс забив дебютний гол у складі амстердамців, який у результаті виявився переможним у грі. У дебютному сезоні Том зіграв у чемпіонаті 17 матчів і забив 4 м'ячі, а також став чемпіоном Нідерландів сезону 2003/04. У сезоні 2004/05 Том не зіграв жодного матчу, багато в чому завдяки головному тренеру «Аякса» Рональду Куману, який не знайшов місце у складі для 24-річного півзахисника.
У середині сезону в Нідерландах Том перейшов у бельгійський «Генк». Дебют Сутарса відбувся 15 січня 2005 року в матчі проти "Брюсселя" (3:1), в якому Том відзначився забитим м'ячем на 69-й хвилині. Всього в чемпіонаті Бельгії 2004/05 Сутарс зіграв 12 матчів і забив 3 м'ячі. У сезоні 2006/07 Том став віце-чемпіоном Бельгії, а перемогу у чемпіонаті здобула колишня команда Тома «Андерлехт». За п'ять сезонів у «Генку» він зіграв у чемпіонаті 99 матчів та забив 20 м'ячів. У 2009 році Сутарс виграв із клубом Кубок Бельгії. 
21 червня 2009 року Том підписав дворічний контракт із клубом «Кортрейк». Незабаром з'ясувалося, що він не вписується в плани Жоржа Лекенса, тому 29 січня 2010 року він перейшов у «Мехелен» в обмін на Ваутера Вранкена, який відправився у протилежному напрямку.
У серпні 2011 року перейшов до клубу третього дивізіону «Олімпія» (Вейгмал)
Завершував ігрову кар'єру у аматорських командах «Вайт Стар Воммерсом» і «Гугарден», за які виступав до 2017 року. Згодом став працювати тренером в нижчолігових бельгійських командах.

## Виступи за збірну
Виступав у складі юнацьких збірних Бельгії, за які загалом взяв участь у 22 іграх, забивши 10 голів.
У 2000–2002 роках залучався до складу молодіжної збірної Бельгії, з якою був учасником молодіжного чемпіонату Європи 2002 року у Швейцарії, на якому бельгійці не подолали груповий етап. Всього на молодіжному рівні зіграв у 18 офіційних матчах і забив 3 голи.
12 жовтня 2002 року дебютував в офіційних матчах у складі національної збірної Бельгії в грі відбору до Євро-2004 проти збірної Андорри (1:0). Сутарс вийшов на заміну замість Веслі Сонка на 90-й хвилині матчу. Свій перший м'яч за збірну Том забив 30 квітня 2003 року у матчі проти збірної Польщі (3:1). У ньому він вийшов на заміну на 80-й хвилині та через 5 хвилин відзначився забитим м'ячем. Загалом протягом кар'єри в національній команді, яка тривала 4 роки, провів у її формі 8 матчів, забивши 1 гол.

## Титули і досягнення
- Володар Кубка Нідерландів (1):

«Рода»: 1999/00
- Володар Кубка Бельгії (1):

«Генк»: 2008/09